# Evangelische Kirche (Zella)

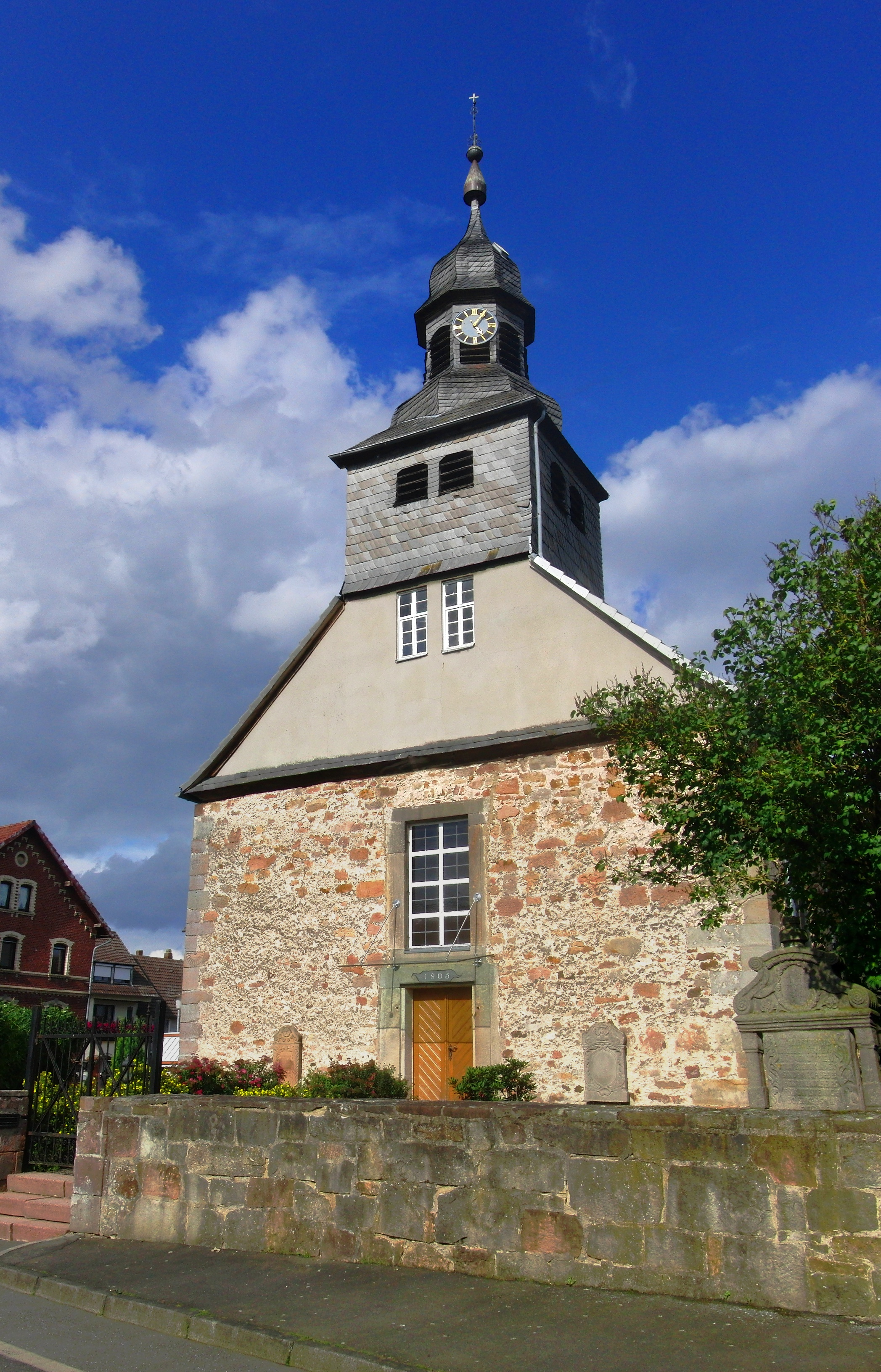
Evangelische Kirche in Zella

Die Evangelische Kirche Zella ist ein denkmalgeschütztes Kirchengebäude, das in Zella steht, einem Ortsteil der Gemeinde Willingshausen im Schwalm-Eder-Kreis in Hessen. Die Kirche gehört zur Kirchengemeinde Zella-Loshausen im Kirchenkreis Schwalm-Eder im Sprengel Marburg der Evangelischen Kirche von Kurhessen-Waldeck.

## Beschreibung
Die Ursprünge der im Kern mittelalterlichen Saalkirche aus Bruchsteinen gehen bis ins 13. Jahrhundert zurück. Sie wurde immer wieder umgebaut und vergrößert, besonders in den Jahren 1699, 1768 und 1805. Das Satteldach des Kirchenschiffs ist nach Osten hin abgewalmt. Nach Westen hin erhebt sich ein quadratischer, schiefergedeckter Dachreiter, der hinter den Klangarkaden den Glockenstuhl beherbergt. Darauf sitzt eine achtseitige glockenförmige Haube, die von einer Laterne mit der Turmuhr bekrönt wird. Im südlichen Eckverband befindet sich ein Inschriftenstein von 1698. Bei der grundlegenden Renovierung im Jahre 1974 wurden die ursprünglichen Vouten der Flachdecke verkleidet. Außerdem wurden die baufälligen, dreiseitigen Emporen erneuert. Die Glasmalereien im Chor wurden in diesem Zusammenhang von Erhardt Jakobus Klonk in Grisaille gestaltet. Zwischen den beiden Fenstern, hinter dem Altar, steht die Kanzel, die erst später mit einem Schalldeckel versehen wurde. Die Orgel auf der Westseite besitzt einen neobarocken Prospekt. 